# René Olmeta
Pour les articles homonymes, voir Olmeta.
René Olmeta, né le 10 juin 1934 à Marseille (Bouches-du-Rhône) et mort le 10 mars 2023 dans la même ville, est un homme politique français.

## Biographie
René Olmeta appartient au Grand Orient de France.
Candidat de l'union de la gauche à l'élection municipale de 2001 à Marseille, il obtient 39 % des voix au second tour, où il s'incline dans une triangulaire qui l'opposait au maire sortant Jean-Claude Gaudin, réélu avec 49 % des voix, et au candidat du Mouvement national républicain Bruno Mégret, qui obtient 12 % des voix.

## Détail des fonctions et des mandats
Mandat parlementaire
- 21 juin 1981 - 1er avril 1986 : Député de la 5e circonscription des Bouches-du-Rhône